# Otto Mielke
Otto Mielke (* 18. März 1906 in Berlin; † 13. Oktober 1958) war ein deutscher Schriftsteller. Mielke, der auch zeitweise das Pseudonym Otto oder O. M. Wendelburg benutzte, war zuerst in den Genres Abenteuer- und Kriminalroman tätig und betätigte sich ab 1954 als Sachbuchautor. Sein Schwerpunkt war ab diesem Zeitpunkt die Geschichte der Seefahrt und die Marinegeschichte.

## Leben
Über seine Kindheit und Jugend ist nichts bekannt. Von 1924 bis 1928 war Mielke Angehöriger der Reichsmarine. Während des Zweiten Weltkriegs gehörte er von 1939 bis 1945 der Kriegsmarine an.
Sein erstes Werk ist der Roman Käppen Carstens vorletzter Wille (1936). 1937 folgte die Erzählung Frauen unter schwarzer Flagge, 1938 Auf Wiedersehen in Schanghai, 1940 Achtung – Kanalpolizei. 1940 erschien Der Heldenkampf um Narvik. Von 1942 bis 1945 publizierte er vier Heftromane der Kriegsbücherei der deutschen Jugend. 1943 bearbeitete er den Band: Ritterkreuzträger Kapitänleutnant Jost Metzler: Sehrohr südwärts! Niedergeschrieben von Otto Mielke.
Am 24. August 1939 wurde Mielke zur Kriegsmarine eingezogen. Er diente zuerst in einer Einheit der Marineartillerie, unter anderem im besetzten Norwegen. Von April 1942 bis Ende Februar 1943 war er in der Propaganda-Ersatz-Abteilung Potsdam bzw. der Marinepropaganda-Abteilung Nord eingesetzt; vermutlich entstand in dieser Zeit das Werk über Metzler. Anschließend kehrte er wieder zur Marineartillerie nach Norwegen zurück. Auf Anweisung des Oberkommandos der Kriegsmarine durfte Mielke nicht als Kriegsberichterstatter eingesetzt werden; die Hintergründe sind unbekannt. Sein letzter Dienstgrad war Oberbootsmann der Reserve. Er geriet kurzfristig in britische Kriegsgefangenschaft, wurde jedoch bereits am 14. August 1945 entlassen.
Nach dem Krieg versuchte sich der Autor in anderen Genres. Verfasste er noch 1946 Zollkreuzer in Lee, schrieb er 1947 die Komödie Glück muß man haben und 1948 den plattdeutschen Schwank De Hamelbraden (Der Hammelbraten). Von 1948 bis ca. 1954 folgten Dutzende von Kriminalromanen.
1953 begann Mielke zusammen mit Fritz-Otto Busch für den Münchner Arthur Moewig-Verlag zu arbeiten. Beide Autoren führten die Heftromanserien SOS – Schicksale deutscher Schiffe und Anker-Hefte – Seefahrt in aller Welt, deren Titelbilder und Innenillustrationen von dem Marinemaler Walter Zeeden angefertigt wurden. Für beide Serien verfasste Mielke Dutzende von Romanen, die jedoch, dem Konzept der Serien entsprechend, leicht fiktionalisierte Tatsachenberichte waren.
Beide Serien wurden um 1978 im Pabel-Verlag zusammengefasst und unter dem Titel SOS. Schiffsschicksale auf den Meeren der Welt erneut ediert. Ende der 1990er Jahre wurde diese Serie von Pabel noch einmal neu ediert unter dem Titel Der Landser präsentiert: SOS – Schiffsschicksale auf den Meeren der Welt, so dass Mielkes Romane insgesamt drei Auflagen erlebten. 1958 verfasste er das Sachbuch Das große Buch von der Seefahrt, das mehrere Auflagen erlebte. Er starb noch im selben Jahr nach einer schweren Erkrankung.
Ein Teil der von Mielke publizierten Titel für die Serien von Moewig bzw. Pabel erscheint aktuell (2009) im Verlag Rudolf Stade in Kiel in der Heftreihe SMS – Schiffe, Menschen, Schicksale.

## Publikationen
- Käppen Carstens vorletzter Wille. 1936.
- Frauen unter schwarzer Flagge. 1937.
- Die Spinne, Hamburg 1938.
- Auf Wiedersehen in Schanghai. 1938.
- Der wilde Reiter (Band 19 der Heftromanserie Piraten-Entdecker. Abenteuerliche Schicksale aus allen Zeiten und allen Ländern, Neuer Buchverlag Dresden, 1937/38).
- Frauen unter schwarzer Flagge (Band 22 von Piraten-Entdecker).
- Der Heldenkampf um Narvik. Steiniger Verlage Berlin, 1940
- Achtung – Kanalpolizei. 1940.
- Alarm an der Küste (Band 53 der Heftromanserie Kriegsbücherei der deutschen Jugend, Steiniger Verlage Berlin, 1939–1945).
- Zerstörer im Handelskrieg (Band 87 Kriegsbücherei der deutschen Jugend).
- Schlachtschiffe im Atlantik (Band 102 Kriegsbücherei der deutschen Jugend).
- Vorpostenboote im Kampf (Band 107 Kriegsbücherei der deutschen Jugend).
- Zollkreuzer in Lee. Ein Polizei-Roman, Hamburg 1947.
- Eine Dame in Schwarz, Jserlohn 1949.
- Sieben Gläser Chambertin, Hamburg 1950.
- als Otto M. Wendelburg: Dunja: Serenade d'amour, Papenburg/Ems 1952.
- Mann auf sinkendem Schiff: dreizehn Tage Kampf um die „Flying Enterprise“, Reutlingen 1954.
- Katastrophen auf See: die grossen Seenotfälle und aufopfernden Rettungstaten unseres Jahrhunderts. In Zusammenarbeit mit der Deutschen Gesellschaft zur Rettung Schiffbrüchiger, Oldenburg (Oldb.)/Hamburg 1957.
- Das große Buch von der Seefahrt, Reutlingen 1958 (überarbeitete Neuauflagen 1978 und 1986).

Von 1954 bis zu seinem Tod 1958 verfasste Otto Mielke folgende Bände für die Reihe SOS – Schicksale deutscher Schiffe des Arthur-Moewig-Verlags, München:
- Glück und Ende eines Riesen. Schnelldampfer „Bremen“, Band 1.
- Sein erstes und letztes Gefecht. Schwerer Kreuzer „Blücher“, Band 2.
- Reise ohne Wiederkehr. Segelschulschiff „Admiral Karpfanger“, Band 3.
- SOS – Rettet unsere Seelen! Hapag-Dampfer „New York“, Band 4.
- Kampf der Titanen. Schlachtschiff „Bismarck“, Band 5.
- Drama bei Feuerland. Motorschiff „Monte Cervantes“, Band 6.
- Der Tiger der Fjorde. Minensuchboot „M1“, Band 7.
- Flucht über 12000 Meilen. Segelschulschiff „Herzogin Cecilie“, Band 8.
- Odyssee eines Giganten. Schlachtschiff „Scharnhorst“, Band 9.
- Ein Riesenschiff versenkt sich selbst. Schnelldampfer „Columbus“, Band 10.
- Der Kampf um Narvik. Zerstörer „Wilhelm Heidkamp“, Band 11.
- Allen Stürmen zum Trotz. Schnelldampfer „Europa“, Band 12.
- Fünf Torpedos. Motortankschiff „Heinrich von Riedemann“, Band 13.
- Auf Kaperkurs im Stillen Ozean. Hilfskreuzer S.M.S. „Wolf“, Band 14.
- Die Falle von Montevideo. Panzerschiff „Admiral Graf Spee“, Band 15.
- Der Stier von Scapa Flow. „U47 – Günther Prien“, Band 16.
- Fahrt ins Verderben. Schnelldampfer „Cap Arcona“, Band 17.
- Ein stählerner Kämpe. Linienschiff „Schleswig-Holstein“, Band 18.
- Nordsee – Mordsee. Dampfer „Luise Leonhardt“ / Feuerschiff „ELBE 1“, Band 19.
- Von Grönland zur Südsee. Schwerer Kreuzer „Prinz Eugen“, Band 20.
- Im Atlantik verschollen. Motorschiff „Melanie Schulte“, Band 21.
- Von Feindfahrt nicht zurück. „U 83“ und „U 199“, Band 22.
- Katastrophe bei Nacht. Passagier-Motorschiff „Wilhelm Gustloff“, Band 23.
- Ein Wappen – drei Schicksale, Band 24.
- Gestrandet auf Prerow-Bank. Dampfer „Taube“, Band 25.
- Zerstörer-Kampf im Ofotfjord. Zerstörer „Erich Koellner“, Band 26.
- Mit Weddigen auf Kriegsfahrt. „U 9“ und „U 29“, Band 27.
- Die „Cossack“-Affäre. Motortankschiff „Altmark“, Band 28.
- Eine heldenmütige Rettung. Bark „Schulschiff Pommern“ / Schlepper „Heros“, Band 29.
- Das letzte Schiff des Kreuzergeschwaders. S.M. Kleiner Kreuzer „Dresden“, Band 30.
- Gegen Minen, Bomben und Torpedos. S.M. Kleiner Kreuzer „Dresden“, Band 31.
- Auf Waljagd in der Antarktis. Walfangmutterschiff „Jan Wellem“, Band 32.
- Geleitzugschlacht im Atlantik. Schwerer Kreuzer „Admiral Hipper“, Band 33.
- Vom Luxusdampfer zum Hilfskreuzer. Schnelldampfer „Kaiser Wilhelm der Grosse“, Band 34.
- Sehrohr südwärts. „U 69“, Band 35.
- Blockadebrecher Motorschiff „Seattle“, Band 36.
- Blockadebrecher Turbinenschiff „Windhuk“, Band 37.
- Fünf Mann in einem Boot. Turbinenschiff „Windhuk“, Band 38.
- Rund um den Erdball. Hilfskreuzer „Orion“, Band 39.
- Von Hamburg bis Manhattan. Hapag-Dampfer „Hansa“ ex „Albert Ballin“, Band 40.
- Der letzte deutsche Riese. Schlachtschiff „Tirpitz“, Band 41.
- Steuerlos im Atlantiksturm. Dampfer „Bulgaria“, Band 42.
- Ein Paukenschlag vor Kapstadt. „U 159“, Band 43.
- Zwischen Singapur und Neu-Guinea. Reichspostdampfer „Manila“, Band 44.
- 67000 Meilen Atlantikfahrt. Vermessungsschiff „Meteor“, Band 45.
- Sibirische Eisfahrt. Handelsstörkreuzer „Komet“, Band 46.
- Ein Handelsschiff fährt unter Wasser. Untersee-Frachtschiff „U-Deutschland“, Band 47.
- Kessel-Explosion! Passagier-Dampfer „Berlin“, Band 48.
- In die Enge getrieben. S.M. Kleiner Kreuzer „Königsberg“, Band 49.
- Die See schlug zu. Fischdampfer „Thor“, Band  50.
- Das merkwürdigste Schiff der Kriegsmarine. Nachtjagd-Leitschiff „Togo“, Band 51.
- Der letzte deutsche Windjammer. Viermastbark „Pamir“, Band 53.
- Unter türkischem Halbmond. Schlachtkreuzer „Goeben“ und Kleiner Kreuzer „Breslau“ (1), Band 54.
- Der „Laconia“-Fall. „U 156“, Band 55.
- Schleichfahrt nach Ostafrika. S.M. „Sperrbrecher A“ (Dampfer „Rubens“), Band 56.
- Schnellboote im Schwarzen Meer. Die I. S-Boot-Flottille, Band 57.
- Ein tolles Stück. Frachtdampfer „Falke“, Band 58.
- „U 333“. Der Seewolf Ali Cremer, Band 59.
- Ein Taifun rast. Motorschiff „Hamburg“, Band 60.
- Mit Walter Lohmann: Bravo, kleiner Kreuzer! S.M.S. „Emden“, Band 61.
- Auf unerlaubten Wegen. Motorschoner „Przemysl“, Band 62.
- Bomben vor Spanien. Schwerer Kreuzer „Lützow“, Band 63.
- Die Letzte der Hamburg-Süd. Motorschiff „Monte Rosa“, Band 64.
- „Z vor!“ am Skagerrak. Kleiner Kreuzer „Regensburg“, Band 65.
- Die Schlacht der schwarzen Kugeln. Seebäderdampfer „Cobra“, Band 66.
- Der Stolz einer Nation. Passagierdampfer „Imperator“, Band 67.
- Als U-Boot-Versorger im Indischen Ozean. Tankmotorschiff „Charlotte Schliemann“, Band 68.
- Kaiserliche Seereisen. Kaiserjacht „Hohenzollern“, Band 69.
- Das Seeamt tagt. Dampfer „Irene Oldendorff“, Band 71.
- Die Grossmutter der deutschen Kriegsmarine. S.M.S. „Amazone“, Band 73.
- Der schwimmende Bahnhof. Hochsee-Fährschiff „Deutschland“, Band 74.
- Klar zum Gefecht! S.M. Kleiner Kreuzer „Karlsruhe“, Band 75.
- Der grosse Unvollendete. Flugzeugträger „Graf Zeppelin“, Band 76.
- Bewundert, gepriesen und vergessen. Rotorschiffe „Buckau“ und „Barbara“, Band 77.
- Der Fall „Lusitania“. Unterseeboot „U 20“, Band 78.
- Im Hafen gekentert. Luxus-Passagierdamfer „Oceana“, Band 79.
- Husaren zur See. 3. und 7. Torpedoboots-Halbflottille, Band 80.
- 225 Tage auf Feindfahrt. „U 196“, Band 81.
- Sie fuhren dem Teufel über die Füsse. Marinefährprahm „F 617“, Band 82.
- Attentat in San Franzisko. Turbinendampfer „Vancouver“ und „Tacoma“, Band 83.
- Gegen Strandräuber und Piraten. S.M. Kanonenboot „Iltis“ (1), Band 84.
- Der Schutzengel der Hochseefischer. Fischereischutzboot „Meerkatze“, Band 85.
- Ein Koloss aus Stahl. Schlachtschiff „Gneisenau“, Band 86.
- Gesucht, verfolgt und nicht gefunden. Schnelldampfer „Kronprinz Wilhelm“, Band 87.
- Der Boxeraufstand in China. S.M. Kanonenboot „Iltis“ (2), Band 88.
- Vom alten Convoyer zum modernen „Musik-Dampfer“. Motorschiff „Wappen von Hamburg“, Band 89.
- Der erste Kreuzer der Reichsmarine. Leichter Kreuzer „Emden“ (III), Band 90.
- Ein tragisches Ende. S.M.S. „Niobe“, Band 91.
- Ein Mann rettet die Dardanellen. „U 21“, Band 92.
- Eine gefährliche Fracht. Fracht- und Passagierdampfer „München“, Band 93.
- Er versenkte die „Sydney“. Handelsstörkreuzer „Kormoran“, Band 94.
- Der letzte Kreuzer der Kriegsmarine. Leichter Kreuzer „Leipzig“, Band 95.
- Blockadefahrt nach Japan. Motorschiff „Ermland“, Band 96.
- Gefechte im Schwarzen Meer. „Goeben“ und „Breslau“ (2), Band 97.
- Ein Afrikaner aus Hamburg. Dampfer „Adolph Woermann“, Band 98.
- Schwarze Nächte im Schwarzen Meer. Schnellboot „S 42“, Band 99.
- Scapa Flow – das Grab einer Flotte. S.M. Flottenflaggschiff „Friedrich der Grosse“, Band 100.
- Petroleumfahrer – einst und jetzt. Tanker „Glückauf“ und „Esso Deutschland“, Band 101.
- Des Kleinen Kreuzers letzte Fahrt. „Goeben“ und „Breslau“ (3), Band 102.
- Der einzige deutsche Mittelmeer-Zerstörer. Zerstörer „Hermes“ („ZG 3“), Band 103.
- Zeppeline – eine grossartige Idee. Marine-Luftschiff „L 38“, Band 104.
- Der grösste Motorsegler der Welt. Viermastbark „Kommodore Johnsen“, Band 105.
- Er besiegte drei britische Hilfskreuzer. Hilfskreuzer „Thor“, Band 106.
- Ein folgenschwerer Rammstoss. Hebeschiffe „Energie“ und „Ausdauer“, Band 107.
- Der 28. August 1914. Kleine Kreuzer „Mainz“ und „Ariadne“, Band 108.
- Beliebte Dickschiffe der Hamburg-Süd. Passagierdampfer „Cap Polonio“, Band 109.
- 300000 BRT versenkt. Unterseeboot „U 38“, Band 110.
- Rettungsmänner – härter als die See. Seenot-Rettungsboote „Borkum“ und „Norderney“, Band 111.
- Expedition gegen die Hereros. S.M. Kanonenboot „Habicht“, Band 112.
- Der „Schwarze Panther“. Zerstörer „Z 38“ (1), Band 113.
- Des „Seeteufels“ grosse Reise. S.M. Hilfskreuzer „Seeadler“, Band 114.
- Himmelfahrtskommando. Seetankschiff „Frieda“, Band 115.
- Unter fremder Flagge versenkt. „R.C. Rickmers“ und „Sophie Rickmers“, Band 116.
- Deutscher Kreuzer unter Sowjet-Flagge. Leichter Kreuzer „Nürnberg“, Band 117.
- Als Horcher auf U-Jagd. U-Jäger „Uj 1709“, Band 118.
- Ein Leben für die Luftschiffahrt. Luftschiff „Z.R. III“ / „Los Angeles“, Band 119.
- Von der US-Navy gekapert. Unterseeboot „U 505“, Band 120.
- Wir waren in Leningrad. Frachtdampfer „Wilhelm Russ“, Band 121.
- Mit Walter Flachsenberg: Einzelfahrer im Nordatlantik. Unterseeboot „U 71“, Band 122.
- In der Südsee stationiert. Kanonenboot „Albatros“, Band 123.
- Schwere Havarie im Orkan. Frachtdampfer „Helga Bolten“, Band 124.
- Der erste Blockade-Durchbruch. S.M. Hilfskreuzer „Möwe“ (1), Band 125.
- Des Schwarzen Panthers Kampf und Ende. Zerstörer „Z 38“ (2), Band 126.
- Die Schlacht an der Doggerbank. S.M. Panzerkreuzer „Blücher“, Band 127.
- Albert Ballin und sein Werk. Hapag-Schnelldampfer „Vaterland“, Band 128.
- Der „Baralong“-Fall. „U 16“ – „U 27“ – „U 41“, Band 129.
- Seine zweite Fahrt. S.M. Hilfskreuzer „Möwe“ (2), Band 130.
- Einer von der alten Garde. Linienschiff „Schlesien“, Band 131.
- Ein Geleitzug wurde aufgerieben. Schwerer Kreuzer „Admiral Scheer“ (1), Band 132.
- Fischer – Forscher – Fanggebiete. Fischereiforschungsschiff „Anton Dohrn“, Band 133.
- Luftschiffe über England. Marine-Luftschiffe „L 10“ bis „L 16“, Band 134.
- Als Funker auf Vorposten. Vorpostenboot „Polarfront“, Band 135.
- Wir schnorcheln uns durch. Unterseeboot „U 977“, Band 136.
- Im Dienst der schwarzen Diamanten. Frachtdampfer „Emma Sauber“, Band 137.
- In der Skagerrakschlacht gesunken. S.M.S. „Frauenlob“, Band 138.
- Handelskrieg gegen Einzelfahrer. Hilfskreuzer „Widder“, Band 139.
- Gefährliche Arbeit. Schlepper „Fairplay“, Band 140.
- Minen vor der Themse. Hilfsstreuminendampfer „Königin Luise“, Band 141.
- Mit Fritz W. Kropf: Vor Bergen nichts Neues. Fjordbewacher „Windhuk“, Band 142.
- Kurs Amerika. Unterseeboot „U53“, Band 143.
- Ihr Feld war die Welt. Passagierdampfer „Reliance“ und „Resolute“, Band 144.
- Zwischen Brest und Kirkenes. Zerstörer „Friedrich Eckoldt“, Band 145.
- Die erste preussische Dampfkorvette. Raddampfkorvette „Danzig“, Band 146.
- Wir von der Minensuch. Minensuchboot „M 437“, Band 147.
- Wasserschutzpolizei im Einsatz. Polizeiboot „Hannover“, Band 148.
- Glückhafte Fahrten – tragisches Ende. Unterseeboote „UB 81“ und „UC 71“, Band 149.
- Mit Josef Traub: Die Hölle von Sizilien. Marinefährprähme „F 523“ und „F 607“, Band 150.
- Verwegener Flug nach Afrika. Marine-Luftschiffe „L 57“ und „L 59“, Band 151.
- Als U-Flak-Falle in der Biskaya. Unterseeboot „U-Flak 1“, Band 152.
- Im Gefolge des Kreuzergeschwaders. S.M. Hilfskreuzer „Prinz Eitel Friedrich“, Band 153.
- Unsere neue Bundesmarine. Zerstörer „Z 1“, Band 154.
- Mit Albert Röhr: Auf den Seen von Deutsch-Ostafrika. Dampfer „Hermann von Wissmann“, Band 155.

Ebenfalls von 1954 bis 1958 verfasste Otto Mielke folgende Bände der Reihe
Anker-Hefte – Seefahrt in aller Welt, die ebenfalls im Arthur-Moewig-Verlag erschien:
- Das Totenschiff in der Südsee. Dampfer „Ourang Medan“, Band 1.
- Kurs in den Tod. Schnelldampfer „Titanic“, Band 3.
- Schlachtschiff „Yamato“, Band 5.
- Eine Nacht des Grauens. Tankdampfer „Angy“, Band 8.
- Fahrt durch die Hölle. Tankmotorschiff „Simon Bolivar“, Band 14.
- Ein ungelöstes Rätsel. Brigantine „Mary Celeste“, Band 15.
- Das Grab der tausend Schiffe. Tanker „Leros“ und „Gerd Maersk“, Band 20.
- Mit Wilhelm Wolfslast: 22 Mann gegen „Tirpitz“. Englische Torpedoreiter und Kleinst-U-Boote, Band 22.
- Im Netz gefangen. Unterseeboot „U 14“ ex „Curie“, Band 30.
- Das Blaue Band der Ozeane. Amerikanischer Schnelldampfer „United States“, Band 37.
- Schiff ohne Heimat. Holländischer Flakkreuzer „Jacob van Heemskerck“, Band 40.
- Flucht nach Ostasien. Italienischer Kolonialkreuzer „Eritrea“, Band 42.
- Onassis – Herr der sieben Meere. Turbinentanker „Tina Onassis“, Band 47.
- Die andere Seite. Britisches Schlachtschiff „Hercules“, Band 49.
- Anfang und Ende der ersten k.u.k. Kriegsmarine. Österreichische Briggs „Oreste“, „Pilade“, „Eolo“, Band 51.
- Zwischen Suez und Beirut. Französisches Passagierschiff „Champollion“, Band 52.
- Kampf um Niederländisch-Indien. Niederländischer Kreuzer „Tromp“, Band 55.
- Ein Türke nahm Reissaus. Türkischer Tankdampfer „Raman“, Band 56.
- Geheimauftrag „Fleshpastry“. Britisches Unterseeboot „Seraph“, Band 59.
- In Port Arthur eingekesselt. Japanischer Zerstörer „Shirakumo“, Band 62.
- Die Seeschlacht vor Midway. US-Flugzeugträger „Yorktown“, Band 63.
- Kampf mit melanesischen Kannibalen. Österreichisches Kanonenboot „Albatros“, Band 64.
- Schleichfahrten durchs Mittelmeer. US-Flugzeugträger „Wasp“, Band 66.
- Tegetthoff kämpfte bei Helgoland und Lissa. K.u.k. Panzerfregatte „Erzherzog Ferdinand Max“, Band 67.
- Den Gegner überlistet. Britische U-Boot-Falle „Farnborough“, Band 68.
- 812 Tage im arktischen Eis. Sowjetrussischer Eisbrecher „Georgij Sedow“, Band 69.
- Überfall auf Zeebrügge. Englischer Geschützter Kreuzer „Vindictive“, Band 71.
- Handstreich gegen Porto Corsini. K.u.k. Torpedoboots-Zerstörer „Scharfschütze“, Band 72.
- Oran und Toulon – Frankreichs Flottengräber. Französisches Schlachtschiff „Dunkerque“, Band 73.